# 중국 문화 대학

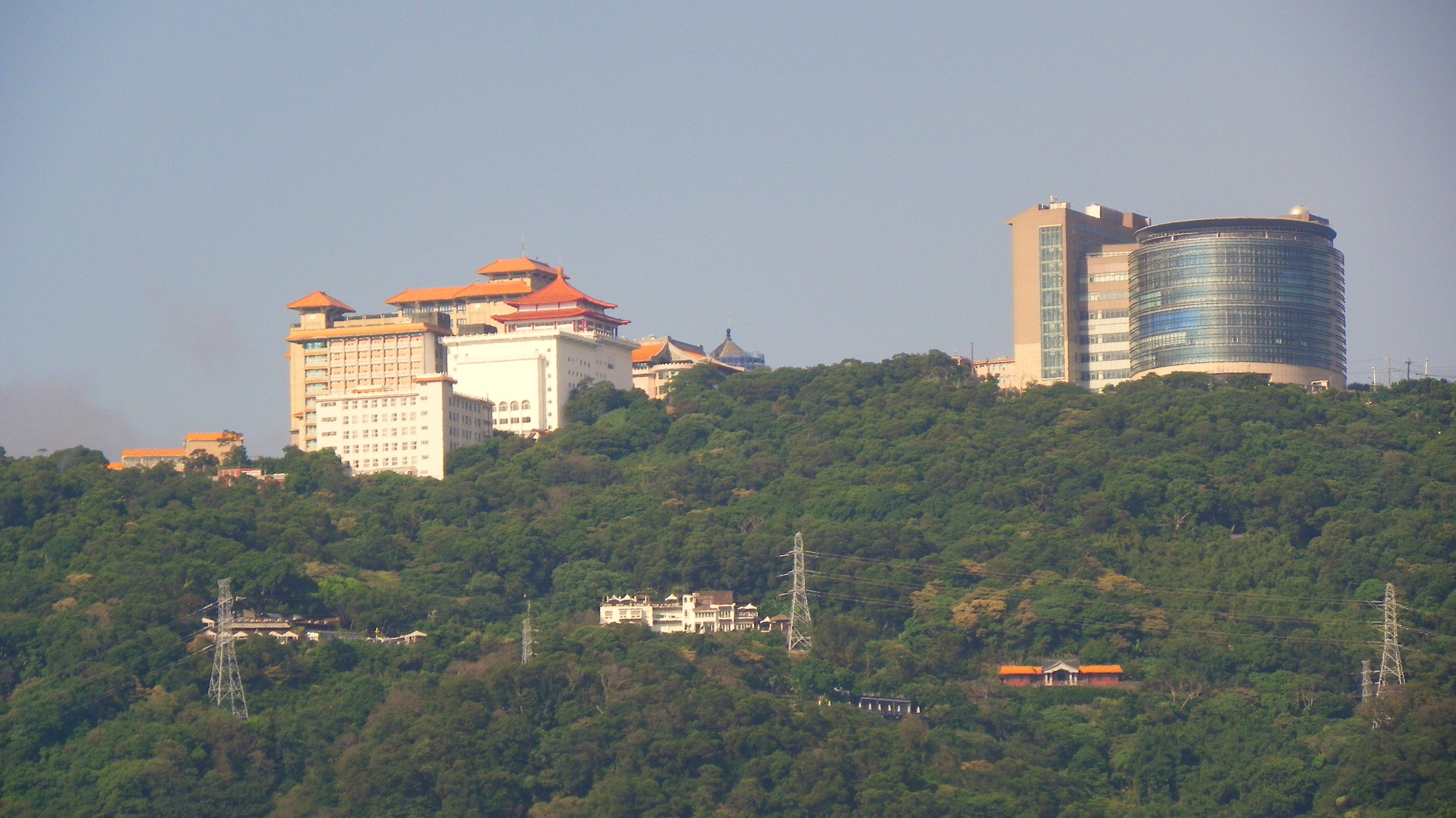

중국 문화 대학(中國文化大學, Chinese Culture University)은 중화민국의 사립 대학이다.

## 역사
1962년에 설립되었으며 타이베이에 위치해 있다. 본래는 원동(遠東) 대학으로 이름 붙여질 예정이었으나 장제스의 제안으로 현재의 이름이 붙여졌다. 이 대학교의 중국어 교육센터는 중화민국 유수의 중국어 교육센터로 알려져 있다.

## 조직 구성[1]

### 행정단위
중국 문화 대학의 조직 구성은 "대학법(大學法)"과 "사립학교법(私立學校法)"에 의거하여 학교 이사회(董事會), 교무처(敎務處), 학생사무처(學生事務處), 총무처(總務處), 평생교육원(推廣敎育部), 비서실(秘書室), 인사실(人事室), 회계실(會計室), 도서관(圖書館), 자료센터(資訊中心), 군사교육훈련실, 체육실 등의 행정 단위가 있다.

### 학술단위
인문대, 외국어센터, 이공대, 법대, 사회과학대, 농대, 공대, 상대, 신문방송대, 예술대, 교육대 등 12개의 학원인 학술 단위가 있고, 이 외에는 추광교육부(推廣敎育部)를 설치하여서 교육을 널리 보급하려고 하고 있다.

### 학술보조단위와 중심
화강출판부(華岡出版部), 화강박물관(華岡博物館), 실습농장(實習農場), 화림원농공어목실험장(華林園農工漁牧實驗場), 화강약무실험극단(華岡樂舞實驗劇團), 몽장학술연구중심(蒙藏學術硏究中心), 교학연구발전주심(敎學硏究發展中心), 중의약연구발전중심(中醫藥硏究發展中心), 화강실습방송국(華岡實習廣播電台) 등이 있다.

## 자매학교[2]
중국 문화 대학과 자매학교 관계를 맺은 학교는 66개이다.
한국 21개, 일본 13개, 미국 13개, 영국 3개, 러시아 3개, 우크라니아 2개, 프랑스 4개, 독일 2개 외 몽고, 태국, 벨기에, 네덜란드, 캐나다 등 각 1개이다.
특히 모스코바대학의 학술지위가 가장 높고, 자매관계를 맺은 학교와는 교사교환, 출판물교환, 국제회의와 전람회 주최, 합작연구와 구기 운동 단체의 방문 등의 활동이 있다.

## 학교 동문
1. ↑  “k-about”. 2018년 8월 8일에 원본 문서에서 보존된 문서. 2018년 11월 12일에 확인함.
2. ↑  “k-about”. 2018년 8월 8일에 원본 문서에서 보존된 문서. 2018년 11월 12일에 확인함.